# Teratoschaeta rondoniensis
Teratoschaeta rondoniensis är en svampart som beskrevs av Bat. & O.M. Fonseca 1967. Teratoschaeta rondoniensis ingår i släktet Teratoschaeta, klassen Dothideomycetes, divisionen sporsäcksvampar och riket svampar.   Inga underarter finns listade i Catalogue of Life.